# 더 길트 트립
《더 길트 트립》(영어: The Guilt Trip)은 2012년 개봉한 미국의 로드 코미디 영화이다. 앤 플레처가 연출하고, 바브라 스트라이샌드, 세스 로건 등이 출연하였다.
이 영화는 평단으로부터 엇갈린 반응을 받았다.

## 줄거리
UCLA 출신 유기 화학자 앤드루 “앤디”는 직접 발명한 친환경 세정제를 유명 소매점에 납품하고 싶어하지만 영업은 늘 실패로 끝난다.
앤디는 몇 년 전 아버지와 사별한 어머니 조이스가 사는 뉴저지를 방문했다가 자신의 이름을 예전에 좋아했던 남자인 앤드루 마골리스에게서 따왔다는 얘기를 듣는다. 앤드루 마골리스의 근황을 알아본 앤디는 그가 결혼한 상태가 아니며 샌프란시스코에 산다는 걸 알게 된다.
앤디는 조이스를 앤드루 마골리스와 재회시키겠다는 생각에서 조이스에게 제품 영업을 겸한 라스베이거스행 국토 횡단 여행에 함께 해달라고 청하는데...

## 출연진
- 바브라 스트라이샌드 - 조이스 브루스터 역
- 세스 로건 - 앤드루 “앤디” 브루스터 역
- 브렛 컬런 - 벤저민 그로 역
- 애덤 스콧 - 앤드루 마골리스 주니어 역
- 아리 그레이너 - 조이스 마골리스 역
- 케이시 윌슨 - 어맨다 달링슨 역
- 콜린 행크스 - 롭 오패럴 역
- 이본 스트러호브스키 - 제시카 역
- 제프 코버 - 지미 역
- 미리엄 마걸리스 - 어니타 역
- 캐시 너지미 - 게일 역
- 로즈 아브두 - 다이애나 역
- 데일 디키 - 태미 역
- 노라 던 - 에이미 역
- 브랜던 키너 - 라이언 맥피 역
- 대니 푸디 - 산제이 역
- 릭 곤잘레즈 - 마크 역
- 자브리나 게바라 - K마트 임원 역
- 로버트 커티스 브라운 - K마트 임원 역
- 톰 버튜 - 원숙한 독신자 무리 역
- 스티브 톰 - OSH 임원 역
- 크리드 브래턴 - 구혼자 역
- 마이클 캐시디 - 페이크 앤디 역
- 어맨다 월시 - 리사 역

## 기타 제작진
- 공동 제작: 제임스 위버
- 총괄 제작: 메리 매클라글런
- 배역: 캐시 샌드리치
- 미술: 넬슨 코츠
- 분장: 러네이 더실 커비, 로런스 데이비스